# Marilyn French
Marilyn French (nascida Marilyn Edwards; 21 de novembro de 1929 – 2 de maio de 2009) foi uma escritora norte-americana e feminista.

## Início de vida
French nasceu no Brooklyn. Seu pai, E. Charles Edwards, era engenheiro, e sua mãe, Isabel Hazz Edwards, trabalhava em uma loja de departamento. Durante a juventude, French trabalhou como jornalista, escrevendo para um noticiário local. Ela tocava piano e sonhava em ser compositora. Ela se formou em filosofia e literatura inglesa na Hofstra University em 1951. Casou-se aos 21 anos com Robert M. French Jr., e o sustentava enquanto ele estudava direito. O casal teve dois filhos. French também obteve um mestrado em inglês na mesma universidade, em 1964. Em 1967, divorciou-se e obteve um doutorado em Harvard, e um Ph.D em 1972.

## Carreira
French ensinou inglês em Hofstra, de 1964 a 1968, e foi professora assistente de inglês na College of the Holy Cross em Worcester, Massachusetts, entre 1972 e 1976.
A primeira publicação de French, The Book as World: James Joyce's Ulysses foi sua tese em Harvard. Em seu trabalho, French afirmava que a opressão feminina é uma parte intrínseca da cultura global. Sua primeira obra não fictícia, Beyond Power: On Women, Men and Morals (1985), é um exame histórico dos efeitos do patriarcado no mundo. French criticava as expectativas impostas às mulheres casadas no mundo pós a segunda guerra mundial, e tornou-se uma líder, senão controversa, formadora de opiniões sobre questões de gênero que denunciava a sociedade patriarcal que via ao seu redor. "Meu objetivo de vida é mudar as estruturas social e econômica da sociedade ocidental, e transformá-la em um mundo feminista", ela uma vez declarou.
O primeiro e mais conhecido romance de French, The Women's Room ("Mulheres", no Brasil), lançado em 1977, segue as vidas de Mira e suas amigas nas décadas de 1950 e 1960 nos Estados Unidos, incluindo Val, uma militante radical feminista. O romance retrata os detalhes das vidas das mulheres na época que do movimento feminista da era nos Estados Unidos. Em certo ponto do livro, Val diz: "todos os homens são estupradores, e é tudo que são. Eles nos estupram com seus olhos, suas leis, e seus códigos." The Women's Room vendeu mais de 20 milhões de cópias e foi traduzido em mais de 20 idiomas. Gloria Steinem, uma amiga próxima, comparou o impacto do livro e a discussão ao redor dos direitos das mulheres com o de Invisible Man (1952), de Ralph Ellison, que discutia a igualdade racial 25 anos antes.
Sua obra mais significante anos mais tarde foi From Eve to Dawn: A History of Women. Foi publicado em uma tradução em holandês em 1995 (em um volume de 1312 páginas), mas não apareceu em inglês até 2003 (publicado em três volumes), e depois publicado em quatro volumes em 2008. O livro é construído através da premissa de que a histórica exclusão feminina da intelectualidade negou às mulehres seu passado, presente e futuro. Apesar de cuidadosamente narrar uma longa história de opressão, o último volume termina em uma observação otimista, dita por Florence Howe. "Pela primeira vez, as mulheres têm história", ela disse do trabalho de French. "O mundo mudou, e ela ajudou a mudá-lo."
Apesar de mostrar-se satisfeita com as conquistas feministas desde a publicação de The Women's Room, French também apontou as lacunas persistentes na igualdade de gênero.

## Morte
French foi diagnosticada com câncer no esôfago em 1992. Essa experiência foi base do livro A Season in Hell: A Memoir (1998). Ela sobreviveu o câncer, e mais tarde morreu de parada cardíaca aos 79 anos em 2 de maio de 2009, em Manhattan.

## Obras (parcial)
- The Book as World: James Joyce's Ulysses (1976) ISBN 978-0674078536
- The Women's Room (1977) ISBN 0-345-35361-7
- The Bleeding Heart (1980) ISBN 978-0671447847
- Shakespeare's Division of Experience (1981) ISBN 978-0671448653
- Beyond Power: On Women, Men, and Morals (1985) ISBN 978-0671499594
- Her Mother's Daughter (1987) ISBN 978-0671630515
- The War Against Women (1992)
- Our Father 1994 ISBN 978-0316293907.
- Een vrouwelijk geschiedenis van de wereld [Women's History of the World] (em Holandês) (1995)
- My Summer with George(1996) ISBN 978-0679447740
- A Season in Hell: A Memoir (1998) ISBN 978-0679455097
- Almost Touching the Skies: Women's Coming of Age Stories (2000) ISBN 978-1558612334
- In the Name of Friendship (2006) ISBN ISBN 978-1558615212 Erro de parâmetro em {{ISBN}}: caractere inválido
- From Feudalism to the French Revolution (2008) ISBN 978-1558615670
- The Love Children (Classic Feminist Writers) (2009) (publicação poóstuma)

### From Eve to Dawn, A History of Women in the World
(Versão em 4 volumes)
1. From Eve to Dawn, A History of the Women in the World, Volume I: Origins: From Prehistory to the First Millennium (2008) ISBN 978-1558615656
2. From Eve to Dawn, A History of Women in the World, Volume II: The Masculine Mystique: From Feudalism to the French Revolution (2008) ISBN 978-1558615670
3. From Eve to Dawn, A History of Women in the World, Volume III: Infernos and Paradises, The Triumph of Capitalism in the 19th Century (2008) ISBN 978-1558615830
4. From Eve to Dawn, A History of Women in the World, Volume IV: Revolutions and Struggles for Justice in the 20th Century (2008) ISBN 978-1558615847